# Christian Taylor
Christian Taylor (ur. 18 czerwca 1990 w Uniondale) – amerykański lekkoatleta specjalizujący się w trójskoku oraz skoku w dal.
Podczas rozegranych w 2007 mistrzostw świata juniorów młodszych zdobył brąz w skoku w dal oraz okazał się najlepszy w rywalizacji trójskoczków. Rok później zajął siódme miejsce w skoku w dal i ósme w trójskoku na juniorskich mistrzostwach świata. Podczas tych zawodów biegł także w eliminacjach na ostatniej zmianie amerykańskiej sztafety 4 × 400 metrów, która awansowała do finału z najlepszym czasem spośród wszystkich startujących zespołów, w finale Amerykanie, już bez Taylora w składzie, zdobyli złote medale. Ma na koncie dwa złota młodzieżowych mistrzostw NACAC (2010). Mistrz olimpijski z Londynu (2012) i Rio de Janeiro (2016). Czterokrotny złoty medalista mistrzostw świata z Daegu (2011), Pekinu (2015), Londynu (2017) oraz Dohy (2019).
W 2014 wszedł w skład amerykańskiej sztafety 4 × 400 metrów, która zdobyła złoto IAAF World Relays.
Zwycięzca łącznej punktacji Diamentowej Ligi 2012 i 2013 w trójskoku.
Medalista mistrzostw USA i NCAA, okazjonalnie startuje także w biegach rozstawnych.

## Osiągnięcia
| Rok  | Impreza                               | Miejsce        | Konkurencja                 | Lokata            | Wynik   |
| ---- | ------------------------------------- | -------------- | --------------------------- | ----------------- | ------- |
| 2007 | Mistrzostwa świata juniorów młodszych | Ostrawa        | skok w dal                  | 3. miejsce        | 7,29    |
| 2007 | Mistrzostwa świata juniorów młodszych | Ostrawa        | trójskok                    | 1. miejsce        | 15,98   |
| 2008 | Mistrzostwa świata juniorów           | Bydgoszcz      | skok w dal                  | 7. miejsce        | 7,41    |
| 2008 | Mistrzostwa świata juniorów           | Bydgoszcz      | trójskok                    | 8. miejsce        | 15,61   |
| 2008 | Mistrzostwa świata juniorów           | Bydgoszcz      | sztafeta 4 × 400 m (el.)    | 1. miejsce        | 3:05,25 |
| 2010 | Młodzieżowe mistrzostwa NACAC         | Miramar        | skok w dal                  | 1. miejsce        | 7,82    |
| 2010 | Młodzieżowe mistrzostwa NACAC         | Miramar        | trójskok                    | 1. miejsce        | 16,66   |
| 2011 | Mistrzostwa świata                    | Daegu          | trójskok                    | 1. miejsce        | 17,96   |
| 2012 | Halowe mistrzostwa świata             | Stambuł        | trójskok                    | 2. miejsce        | 17,63   |
| 2012 | Igrzyska olimpijskie                  | Londyn         | trójskok                    | 1. miejsce        | 17,81   |
| 2013 | Mistrzostwa świata                    | Moskwa         | trójskok                    | 4. miejsce        | 17,20   |
| 2014 | IAAF World Relays                     | Nassau         | sztafeta 4 × 400 m          | 1. miejsce        | 2:57,25 |
| 2015 | Mistrzostwa świata                    | Pekin          | trójskok                    | 1. miejsce        | 18,21   |
| 2016 | Igrzyska olimpijskie                  | Rio de Janeiro | trójskok                    | 1. miejsce        | 17,86   |
| 2017 | Mistrzostwa świata                    | Londyn         | trójskok                    | 1. miejsce        | 17,68   |
| 2018 | Puchar interkontynentalny             | Ostrawa        | sztafeta mieszana 4 × 400 m | 1. miejsce        | 3:13,01 |
| 2018 | Puchar interkontynentalny             | Ostrawa        | trójskok                    | 1. miejsce        | 17,59   |
| 2019 | Mistrzostwa świata                    | Doha           | trójskok                    | 1. miejsce        | 17,92   |
| 2022 | Mistrzostwa świata                    | Eugene         | trójskok                    | el. – 18. miejsce | 16,48   |

## Rekordy życiowe
- Trójskok – 18,21 (27 sierpnia 2015, Pekin) – 2. wynik w historii światowej lekkoatletyki
- Trójskok (hala) – 17,63 (11 marca 2012, Stambuł)
- Skok w dal – 8,19 (15 maja 2010, Knoxville)
- Skok w dal (hala) – 8,02 (13 lutego 2009, Fayetteville)
- Bieg na 200 metrów – 20,70 (30 marca 2013, Jacksonville)
- Bieg na 400 metrów – 45,07 (3 czerwca 2018, Hengelo)